# Вила дел Боско (Падова)
Вила дел Боско (итал. Villa del Bosco) је насеље у Италији у округу Падова, региону Венето.
Према процени из 2011. у насељу је живело 593 становника. Насеље се налази на надморској висини од 3 м.